# Китара
Китара или цитара је жичани музички инструмент који је коришћен у древној Грчкој. Резонантска кутија код китаре је од дрвета. Познати облик музицирања у Грчкој била је китародија, где певач (аед) пева и прати себе на китари.